# Шипуны
Шипуны — деревня в Смоленской области России, в Угранском районе. Население — 37 жителей (2007 год). Расположена в восточной части области в 24 км к северо-востоку от Угры, в 2 км к северо-востоку от Знаменки, на правом берегу реки Угра, при впадении в неё реки Сигоса. Входит в состав Знаменского сельского поселения.

## Достопримечательности
Комплекс памятников археологии:
- Городище днепро-двинских племён в 1 км к северо-востоку от деревни на берегу Сигосы. Было заселено в конце 1-го тысячелетия до н.э.
- Селище начала первого тысячелетия н.э. в 1 км к востоку от деревни на левом берегу Сигосы.
- Курганная группа (12 курганов) на правом берегу реки Угра. Насыпаны Кривичами в X – XIII веках.